# Elecciones parlamentarias de Hungría de 1935
Las elecciones parlamentarias se celebraron en Hungría entre el 31 de marzo y el 7 de abril de 1935.  El resultado fue una victoria para el Partido de la Unidad, que obtuvo 164 de los 245 escaños del Parlamento. Gyula Gömbös siguió siendo primer ministro.

## Sistema electoral
El sistema electoral siguió siendo el mismo que en 1931. Hubo 199 distritos electorales uninominales elegidos abiertamente y 11 distritos electorales elegidos en secreto que eligieron un total de 46 escaños.

## Resultados
| Partido                                                       | Distritos uninominales | Distritos uninominales | Distritos uninominales | Distritos plurinominales | Distritos plurinominales | Distritos plurinominales | Total     | Total | Total   | Total |
| Partido                                                       | Votos                  | %                      | Escaños                | Votos                    | %                        | Escaños                  | Votos     | %     | Escaños | +/–   |
| ------------------------------------------------------------- | ---------------------- | ---------------------- | ---------------------- | ------------------------ | ------------------------ | ------------------------ | --------- | ----- | ------- | ----- |
| Partido de la Unidad                                          | 718,911                | 49.3                   | 150                    | 160,563                  | 31.2                     | 14                       | 879,474   | 44.6  | 164     | +15   |
| FKGP                                                          | 379,696                | 26.0                   | 21                     | 7,655                    | 1.5                      | 1                        | 387,351   | 19.6  | 22      | +12   |
| Partido Cristiano Económico y Social                          | 91,827                 | 8.3                    | 7                      | 83,338                   | 16.2                     | 7                        | 175,165   | 8.9   | 14      | –18   |
| Partido Socialdemócrata Húngaro                               | –                      | –                      | –                      | 132,052                  | 25.6                     | 11                       | 132,052   | 6.7   | 11      | –3    |
| Partido Nacionalsocialista Húngaro                            | 57,544                 | 3.9                    | 1                      | 17,774                   | 3.5                      | 1                        | 75,318    | 3.8   | 2       | Nuevo |
| Oposición Liberal y Demócrata (ESZDP–NDP)                     | –                      | –                      | –                      | 72,407                   | 14.1                     | 7                        | 72,407    | 3.7   | 7       | +1    |
| Candidatos no oficiales del Partido de la Unidad              | 53,018                 | 3.6                    | 6                      | 3,231                    | 0.6                      | 0                        | 56,249    | 2.8   | 6       | –2    |
| Partido Legitimista Nacional                                  | 36,502                 | 2.5                    | 1                      | 3,523                    | 0.7                      | 0                        | 40,025    | 2.8   | 1       | Nuevo |
| Partido Radical Nacional                                      | 9,309                  | 0.6                    | 0                      | 7,722                    | 1.5                      | 0                        | 17,031    | 0.9   | 0       | –1    |
| Generación de la Reforma                                      | 9,265                  | 0.6                    | 1                      | 5,213                    | 1.0                      | 1                        | 14,478    | 0.7   | 2       | Nuevo |
| Partido Húngaro de Obreros y Trabajadores Agrícolas           | 11,004                 | 0.8                    | 1                      | –                        | –                        | –                        | 11,004    | 0.6   | 1       | +1    |
| Oposición Cristiana                                           | 4,928                  | 0.3                    | 0                      | 4,223                    | 0.8                      | 1                        | 9,151     | 0.5   | 1       | –1    |
| Frente Nacional Cristiano                                     | –                      | –                      | –                      | 8,526                    | 1.7                      | 1                        | 8,526     | 0.4   | 1       | Nuevo |
| Partido de la Cruz Flechada                                   | 7,431                  | 0.5                    | 1                      | –                        | –                        | –                        | 7,431     | 0.4   | 1       | Nuevo |
| Partido Kossuth de la Independencia Nacional                  | 5,648                  | 0.4                    | 0                      | –                        | –                        | 1                        | 5,648     | 0.3   | 1       | +1    |
| Oposición Nacional Agraria                                    | –                      | –                      | –                      | 5,320                    | 1.0                      | 1                        | 5,320     | 0.3   | 1       | 0     |
| Partido Cívico Libre                                          | –                      | –                      | –                      | 2,527                    | 0.5                      | 0                        | 2,527     | 0.1   | 0       | Nuevo |
| Partido Nacional Unificado de Trabajadores y Clase Media Baja | –                      | –                      | –                      | 915                      | 0.2                      | 0                        | 915       | 0.1   | 0       | Nuevo |
| Partido de la Verdad Húngara                                  | 546                    | 0.0                    | 0                      | –                        | –                        | –                        | 546       | 0.0   | 0       | Nuevo |
| Independientes                                                | 73,471                 | 5.0                    | 10                     | –                        | –                        | –                        | 73,471    | 3.7   | 10      | –6    |
| Votos nulos/en blanco                                         | 0                      | –                      | –                      |                          | –                        | –                        |           | –     | –       | –     |
| Total                                                         | 1,459,100              | 100                    | 199                    |                          | 100                      | 46                       |           | 100   | 245     | 0     |
| Votantes registrados/participación                            | 1,820,266              | 80.2                   | –                      | 654,948                  |                          | –                        | 2,475,214 |       | –       | –     |
| Fuente: Nohlen & Stöver                                       |                        |                        |                        |                          |                          |                          |           |       |         |       |